# Lamantini
Lamantini (lat. Trichechidae) porodica su sisavaca iz reda morskih krava (lat. Sirenia). Porodica ima samo jedan rod (lat. Trichechus) s 3 vrste. Za razliku od vrsta iz porodice dugonga (druga porodica reda Sirenia), koje imaju rep kao kod kita, lamantinov rep je zaobljen, sličan veslu. Također, oblik lubanje im je drugačiji. Lamantini žive u toplim vodama priobalja Atlantskog oceana, kao i u estuarijima, rijekama i močvarama. 

## Vrste
- Trichechus inunguis, amazonski lamantin
- Trichechus manatus, sjevernoamerički lamantin
- Trichechus senegalensis, afrički lamantin